# Ahmed Al-Qoubandji
 (septembre 2017).
Si vous disposez d'ouvrages ou d'articles de référence ou si vous connaissez des sites web de qualité traitant du thème abordé ici, merci de compléter l'article en donnant les références utiles à sa vérifiabilité et en les liant à la section « Notes et références ».
 (septembre 2017).
Ahmed Hasan Ali Ahmed Al-Qoubandji ou  Al-Gubbanchi est un intellectuel musulman laïque, irakien, né à Najaf en 1958, qui se concentre sur le développement d'un «Islam civil» compatible avec les droits de l'homme, la justice et les circonstances modernes.
Dans ses écrits et conférences il aborde les problèmes de la pensée islamique traditionnelle, affirmant que l'interprétation littérale du Coran conduit à l'incapacité de l'islam à se servir du développement et des réalisations modernes, ce qui conduit, à son tour, à la fin de l'islam. Pour lui, la charia peut être modifiée selon la société, le temps et le lieu, et l'une des preuves qu'il avance, est le cas des versets du Coran eux-mêmes dont les ordres ont été changés du vivant du prophète, ce qui s'appelle Naskh. Il a également traduit plusieurs livres d'Abdolkarim Soroush en arabe.